# Червен-Бряг
Черве́н-Бряг (болг. Червен бряг) — місто в Плевенській області Болгарії. Адміністративний центр общини Червен-Бряг.

## Населення
За даними перепису населення 2011 року у місті проживали 12 822 особи.
Національний склад населення міста:
| Національність   | Кількість осіб | Відсоток |
| ---------------- | -------------- | -------- |
| болгари          | 10613          | 95,2%    |
| цигани           | 375            | 3,4%     |
| турки            | 86             | 0,8%     |
| інша             | 30             | 0,3%     |
| не визначились   | 46             | 0,4%     |
| Всього відповіли | 11150          |          |

Розподіл населення за віком у 2011 році:
Динаміка населення: